# Signe Aurell
Signe Elisabeth Aurell, född 14 februari 1889 i Gryt, död 29 april 1975 i Osby, var en svensk poet, essäist och fackföreningskvinna.
År 1913 emigrerade Aurell till USA, för att sedan återvända till Skåne 1920. Under Amerikavistelsen bodde Aurell i Minneapolis och var aktiv inom arbetarrörelsen, där hon även bidrog med dikter för den I.W.W.-anslutna tidningen Allarm. År 1919 tillkom diktsamlingen Irrbloss, som tonsattes 100 år senare av Maja Heurling och Ola Sandström. Aurell avled 1975 och begravdes på Osby kyrkogård.